# HD 142514
HD 142514，又名CP-64 3320，SAO 253362、HR 5920，是一颗恒星，视星等为5.75，位于銀經321.11，銀緯-9.01，其B1900.0坐标为赤經15h 49m 47.4s，赤緯-64° -9.01′ 50″。